# 小约翰·阿姆斯特朗
小约翰·阿姆斯特朗（John Armstrong, Jr.，1758年11月25日—1843年4月1日），美国政治家，曾任美国参议员（1800年-1802年、1802年-1804年）和美国战争部长（1813年-1814年）。